# Albert van Riga

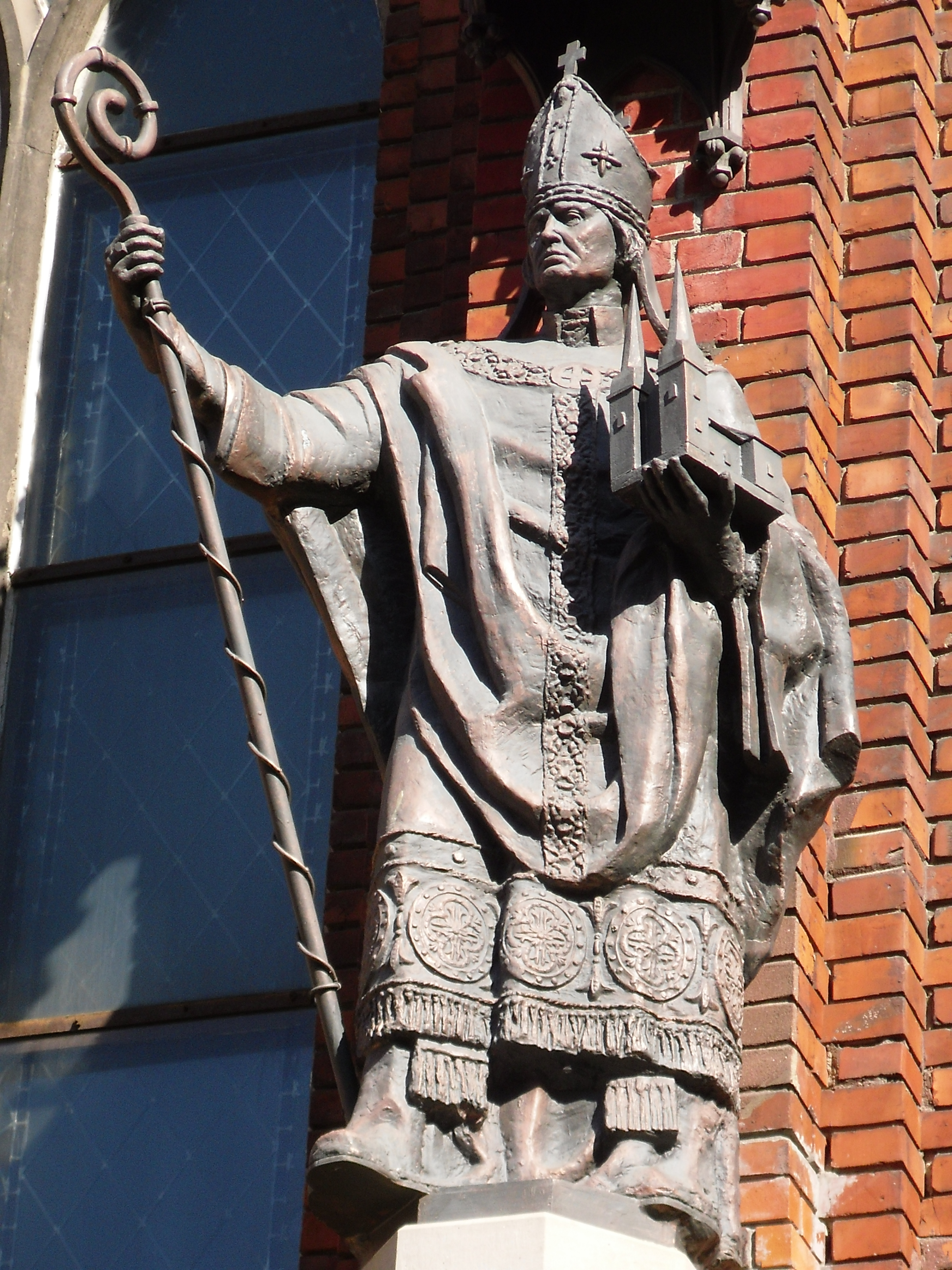
Beeld van Albert van Buxhoeveden aan de Dom van Riga

Albert van Riga (ook: Albert van Buxhoeveden, Albert van Appeldern) (Bexhövede, ±1165 - Riga, 17 januari 1229) was de derde bisschop van Lijfland.
Albert werd geboren in Bexhövede, thans een deel van Loxstedt, als telg van de machtige familie Buxhoeveden.
Albert was kanunnik in Bremen toen zijn oom Hartwig, aartsbisschop van Bremen, hem op 28 maart 1199 tot bisschop van Lijfland benoemde.
Aan het begin van de lente van 1200 verzamelde hij met de steun van de Duitse koning Filips van Zwaben en de zegen van paus Innocentius III een vloot van 23 schepen en meer dan 1.500 gewapende kruisvaarders.
Aangekomen aan de monding van de Westelijke Dvina stichtte hij in 1201, ondersteund door kooplieden uit Gotland, op de plaats van een kleine nederzetting van handelaren uit Lübeck de stad Riga. In 1215 begon hij met de bouw van de Dom van Riga.
Ter ondersteuning richtte Albert in 1202 een militaire orde op, de Orde van de Zwaardbroeders. Innocentius III bevestigde de orde in 1204.
Hij sloot vriendschap met Kaupo, de bekeerde leider van de nog meest heidense Lijven, en bood hun bescherming tegen de naburige Litouwers en Esten. Hij sloot een bondgenootschap met het Letgaalse vorstendom Tālava en onderwierp de vorstendommen  Jersika (1209) en Koknese (1215). In 1218 sloot hij een bondgenootschap met Waldemar II van Denemarken voor de gezamenlijke verovering van Estland.
Filips van Zwaben verklaarde Albert in 1207 tot rijksvorst, en het prinsbisdom Riga daarmee tot rijksleen. Deze uitbreiding van het machtsgebied van het Heilige Roomse Rijk was tegen de zin van het Vaticaan, en paus Innocentius III verklaarde in 1215 het gebied als Terra Mariana direct horig aan de Heilige Stoel. Toen Albert zich onafhankelijk verklaarde van het bisdom Bremen werd hij nog niet tot aartsbisschop verheven. In 1228 sloot de pauselijk legaat Willem van Modena een compromis tussen de bisschop en de Orde, waarbij de Orde twee derde en de bisschop een derde van het gebied in handen kreeg. Tevens werden de suffragaan-bisdommen Dorpat, Ösel-Wiek en Koerland opgericht. Pas in 1255 werd Riga verheven tot aartsbisdom van het gehele Baltische gebied inclusief Pruisen.
Albert overleed in Riga in 1229. Hij werd tot de protestantse Reformatie als een katholieke heilige vereerd.
Als bisschop van Riga werd hij opgevolgd door Nikolaas van Nauen.